# Cristóbal Ortega
Cristóbal Ortega Martínez (Mexikóváros, 1956. július 25. – 2025. január 2.) válogatott mexikói labdarúgó, középpályás. 

## Pályafutása

### Klubcsapatban
Pályafutása során egyetlen csapatban, a Club Américában játszott. 1974 és 1992 között hat bajnoki címet szerzett és három alkalommal nyerte meg a térség legrangosabb nemzetközi trófeáját a CONCACAF-bajnokok kupáját. 

### A válogatottban
1977 és 1986 között 24 alkalommal szerepelt az mexikói válogatottban és 4 gólt szerzett. Tagja volt az 1977-ben CONCACAF-bajnokságot nyert válogatott keretének és részt vett az 1978-as, és az 1986-os világbajnokságon.

## Sikerei, díjai
Club América
- Mexikói bajnok (6): 1975–76, 1983–84, 1984–85, Prode 85, 1987–88, 1988–89
- Mexikói szuperkupa (3): 1976, 1988, 1989
- CONCACAF-bajnokok kupája (3): 1978, 1987, 1990
- Copa Interamericana (1): 1977

Mexikó
- CONCACAF-bajnokság győztes (1): 1977